# Canton de Gradignan
Le canton de Gradignan est une ancienne division administrative française située dans le département de la Gironde et la région Aquitaine. Il a disparu en 2015 et été partagé entre les cantons de Pessac-1 et Pessac-2 à la suite du nouveau découpage territorial de la Gironde (département) entré en vigueur à l'occasion des premières élections départementales suivant le décret du 20 février 2014.

## Géographie
Ce canton était organisé autour de Gradignan dans l'arrondissement de Bordeaux. Son altitude varie de 10 m (Gradignan) à 67 m (Cestas) pour une altitude moyenne de 36 m.

## Composition
Le canton de Gradignan regroupait 3 communes et comptait 44 525 habitants (population municipale) au 1er janvier 2010.
| Nom       | Code Insee | Intercommunalité    | Superficie (km2) | Population (dernière pop. légale) | Densité (hab./km2) |
| --------- | ---------- | ------------------- | ---------------- | --------------------------------- | ------------------ |
| Canéjan   | 33090      | CC Jalle Eau Bourde | 12,00            | 5 314 (2014)                      | 443                |
| Cestas    | 33122      | CC Jalle Eau Bourde | 99,57            | 16 426 (2014)                     | 165                |
| Gradignan | 33192      | Bordeaux Métropole  | 15,77            | 24 841 (2014)                     | 1 575              |

## Histoire
Le canton est créé en 1982. Il disparaît le 22 mars 2015.

## Administration
| Période | Période | Identité          | Étiquette | Qualité |
| ------- | ------- | ----------------- | --------- | --- |
| 1982    | 2001    | Pierre Ducout     | PS        | Ingénieur du bâtiment et des travaux publics Vice-président du conseil général (1988-1998) Député (1988-2007) Maire de Cestas (1972-2025) |
| 2001    | 2015    | Anne-Marie Keiser | PS        | Professeur et expert-comptable Vice-présidente du conseil général Conseillère municipale de Gradignan                                     |

## Démographie
| 1982   | 1990   | 1999   | 2006   | 2011   | 2012   |
| ------ | ------ | ------ | ------ | ------ | ------ |
| 38 551 | 43 471 | 44 234 | 44 777 | 44 929 | 45 496 |